# Paraliochthonius superstes
Espèce
Synonymes
- Tyrannochthonius superstes Mahnert, 1986

Paraliochthonius superstes est une espèce de pseudoscorpions de la famille des Chthoniidae.

## Distribution
Cette espèce est endémique de Tenerife aux Îles Canaries en Espagne. Elle se rencontre dans la grotte Cueva Felipe Reventón à Icod de los Vinos.

## Publication originale
- Mahnert, 1986 : Une nouvelle espèce du genre Tyrannochthonius Chamb. des îles Canaries, avec remarques sur les genres Apolpiolum Beier et Calocheirus Chamberlin (Arachnida, Pseudoscorpiones). Mémoires de la Société Royale Entomologique de Belgique, vol. 33, p. 143-153 (texte intégral).